# Фуэте (фильм)
«Фуэте́» — музыкальный художественный фильм в жанре драмы российских кинорежиссёра Бориса Ермолаева и режиссёра-балетмейстера Владимира Васильева, вышедший на экраны в 1986 году.

## Сюжет
Прима-балерина Елена Князева накануне своего пятидесятилетия готовится к выступлению в юбилейном для театра «Лебедином озере» и одновременно участвует в постановке новаторского балета «Мастер и Маргарита». Неожиданно балетмейстер отдаёт роль молодой балерине, с которой у него начинается роман. Преодолевая ревность и отчаяние, Князева начинает работать с ученицей над образом Маргариты… 
В фильме звучат стихи Валентина Гафта.

## О фильме
«Прекрасная „голгофа“ балета никогда ещё не была показана с такой силой и правдой, как в этом фильме. Муки труда и творчества огромны, почти непереносимы, смертельны. Но та же Спесивцева когда-то записала в своём дневнике: „Не от танцев помрёшь, оставишь их — и ничего не будет, и ты ничья, и от тебя, и тебе“. Это ощущение пронизывает фильм, все судьбы в нём.
Возникает ещё одно трагическое ощущение: неизбежность ухода, конца, мысль о том, какой в этом уходе найти выход.

Напряжённость балетных будней показана в фильме с такой достоверностью, что один интеллигентный, но далёкий от балета зритель спросил меня: „Что это — хроника, документальные съёмки?“.»— Борис Львов-Анохин

## В ролях
- Екатерина Максимова — Елена Князева
- Владимир Васильев — Андрей Новиков, Мастер
- Аристарх Ливанов — Князев
- Валентин Гафт — Поэт
- Наталья Большакова — Ксана
- Ангелина Кабарова — Педагог-репетитор
- Константин Заклинский — Климов
- Алла Осипенко — Подруга
- Ольга Самошина — Крошка
- Елена Дмитриева — Ольга Голубева
- Святослав Кузнецов — главный балетмейстер
- Мария Берггольц — гримёр
- Евгений Колобов — дирижёр
- Аркадий Шалолашвили — массажист Жора

## Создатели фильма
| Съёмочная группа       |                                                                      |
| ---------------------- | -------------------------------------------------------------------- |
| Автор сценария         | Савва Кулиш                                                          |
| Режиссёры-постановщики | Борис Ермолаев и Владимир Васильев                                   |
| Оператор-постановщик   | Валерий Миронов                                                      |
| Художники-постановщики | Михаил Щеглов и Елизавета Урлина                                     |
| Хореограф              | Владимир Васильев                                                    |
| Музыка                 | И.-С. Бах, В.-А. Моцарт, П. И. Чайковский, О. Каравайчук, А. Больчев |
| Монтаж                 | Ирина Гороховская                                                    |
| Звукооператор          | Гарри Беленький                                                      |